# إنديانابوليس 500 سنة 1933
سباق إنديانا بوليس -500 ميل 1933 أقيم في حلبة إنديانابوليس موتور سبيدواي في 30 مايو 1933 وفاز في السباق لويس ماير من فريق تايدول-لويس ماير بمتوسط سرعة 104.162 ميل/س (167.632 كم/س).
وكان أول المنطلقين بيل كامينغز بسرعة 118.530 ميل/س (190.756 كم/س).